# Stibarosterna
Stibarosterna is een geslacht van rechtvleugeligen uit de familie Pyrgomorphidae. De wetenschappelijke naam van dit geslacht is voor het eerst geldig gepubliceerd in 1953 door Uvarov.

## Soorten
Het geslacht Stibarosterna  is monotypisch en omvat slechts de volgende soort:
- Stibarosterna serrata (Uvarov, 1953)